# DBF
DBF (ang. Data Base File) – jeden z pierwszych formatów pliku bazodanowego dla PC, polegający na sekwencyjnym składowaniu rekordów o niezmiennej budowie w jednym pliku. Dostęp do rekordu danych realizowany jest według wybranego klucza (w tym naturalnego np. GO lub SKIP) bezpośrednio przez aplikację lub wiele aplikacji (brak samodzielnego silnika – każda z aplikacji musi zawierać swój własny silnik).
Plik DBF może być przetwarzany przez pakiety dBASE, Clipper, Visual FoxPro, xBase i pochodne, ale także jest dostępny do odczytu chociażby dla MS Excel, czy OOo Calc.
Pliki bazodanowe DBF występują zazwyczaj razem z plikami indeksowymi NTX, NDX lub swoistymi, czasem również z plikami pól MEMO.